# Port lotniczy Kindamba
Port lotniczy Kindamba – port lotniczy położony w Kindamba, w Republice Konga.